# DP World
DP World (Dubai Port World) — один з найбільших світових портових операторів.
Станом на 2011 рік, згідно зі звітом лондонської консалтингової компанії Drewry Shipping Consultants, компанія Dubai Worlds Ports стала третім найбільшим портовим оператором в світі. Будучи географічно одним з найбільш диверсифікованих портових операторів світу, DP World володіє часткою світового ринку в 6,7 %.
Компанія оперує 78 морськими терміналами і найбільшим індустріальним парком світу Jebel Ali Free Zone (JAFZA).
DP World знаходиться під управлінням найбільшого світового інвестора і девелопера компанії Dubai World, що належить уряду ОАЕ.

## Історія

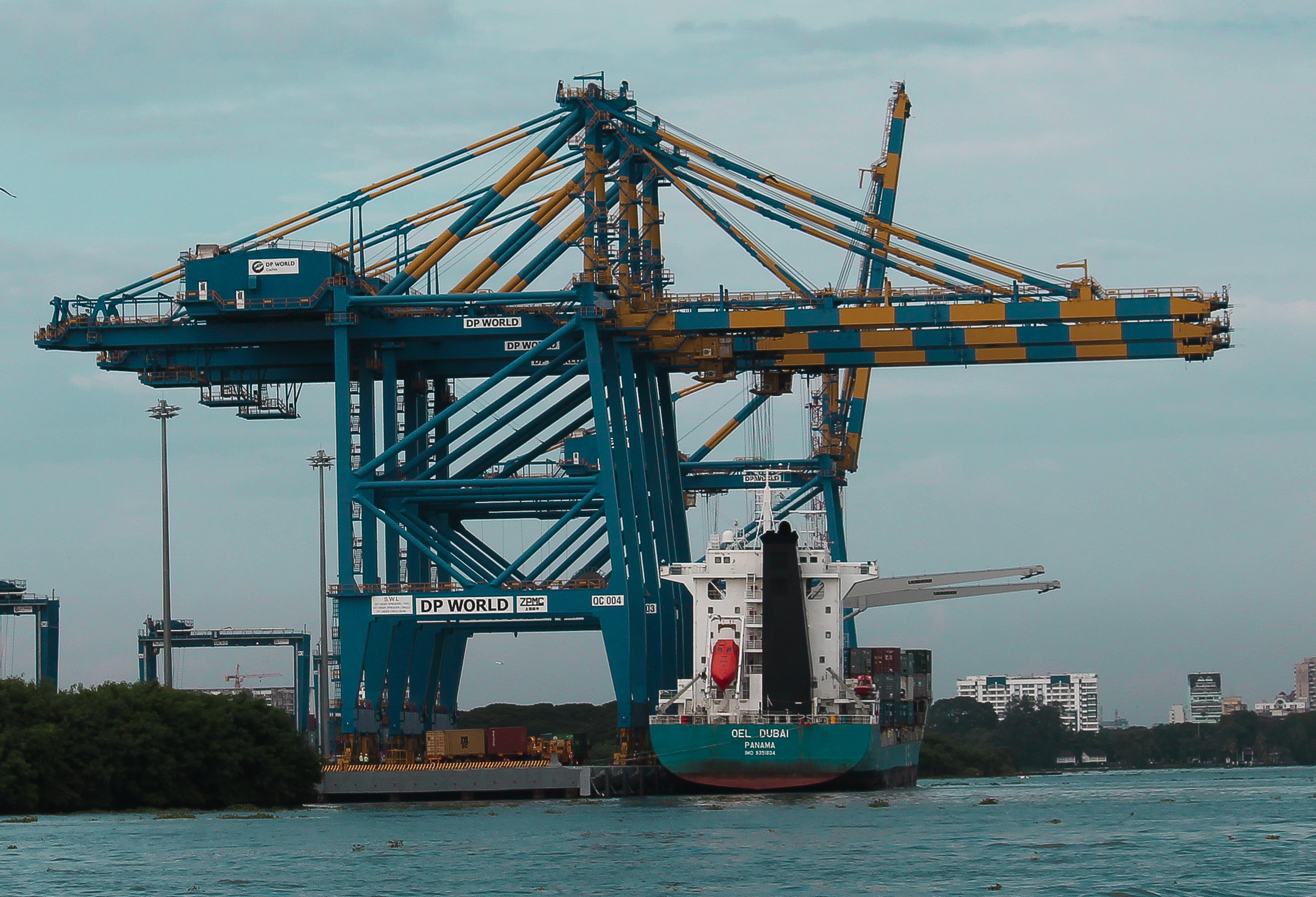
DP World Cochin International Container Transshipment Terminal (ICTT), Коччи, Індія

Компанія DP World була утворена в 2005 році шляхом злиття Управління Дубайський портами і компанії «Міжнародні порти Дубая».
У березні 2006 року DP World — за $ 6,85 млрд придбало найстарішого британського портового оператора P&O (заснований в 1837 році). Це покупка була сприйнята неоднозначно. Проблема була викликана тим, що в активах P&O знаходилися портові термінали США. Угода була розглянута Комітетом з іноземних інвестицій США. Побоювання викликали політичні ризики того, що стратегічні об'єкти перейдуть в інші руки . Операція була схвалена тільки після того, як порти в США було продано «американському юридичній особі» .
У період з 2006 по 2009 роки компанія вклала $1,91 млрд у розвиток міжнародних проектів з управління портами, що сприяло збільшенню її світового присутності і допомогло завоювати третю позицію в світі і титул найбільшого приватного морського портового інвестора.
У 2020 році компанія придбала онлайн платформу SeaRates (разом з AirRates, LandRates). Ця покупка створення для створення світової GDS (Global distributions system). Україна стала 51-ю країною, де оперує DP World.
17 липня 2023 року Національне агентство з питань запобігання корупції внесло компанію до переліку міжнародних спонсорів війни. "Причиною такого рішення послужило те, що компанія з Об’єднаних Арабських Еміратів не лише не припиняє вести бізнес з рф, а й посилює співпрацю з агресором".

## Діяльність в Росії
До жовтня 2012 року DP World являлось одним з двох основних акціонерів найбільшого контейнерного терміналу на Далекому Сході Росії — ТОВ «Східна стивідорна компанія» (цей актив перейшов до дубайської компанії при покупці P&O, в жовтні 2012 року DP World продала свою частку іншому акціонеру).

## Контейнерообіг

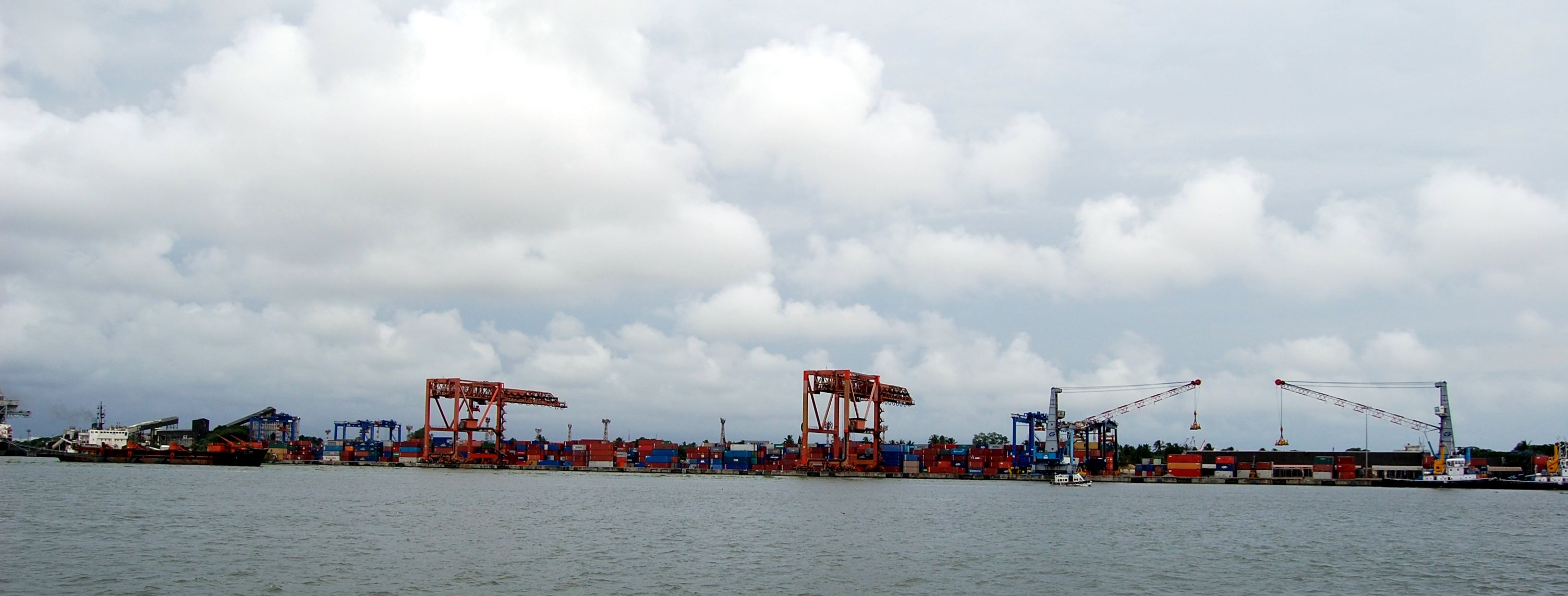
DP World Cochin International Container Transshipment Terminal (ICTT), Коччи, Індія

2008 рік — 27,7 млн. TEU.
2009 рік — 25,6 млн. TEU
2010 рік — 49,6 млн. TEU
2011 рік — 54,7 млн. TEU
2012 рік — 56,1 млн. TEU
2019 рік — 71 млн. TEU

## Фінансові показники
Чистий прибуток (після вирахування податків):
2008 рік — $ 572,3 млн.
2009 рік — $ 333,0 млн.
2010 рік — $ 375,0 млн.
2011 рік — Чистий прибуток склав $ 683 млн. Річний дохід — $ 2,98 млрд, обсяг чистого боргу знизився до $ 3,6 млрд. Прибуток від продажу частини австралійських активів компанії склав $ 484 млн.

## Термінали компанії

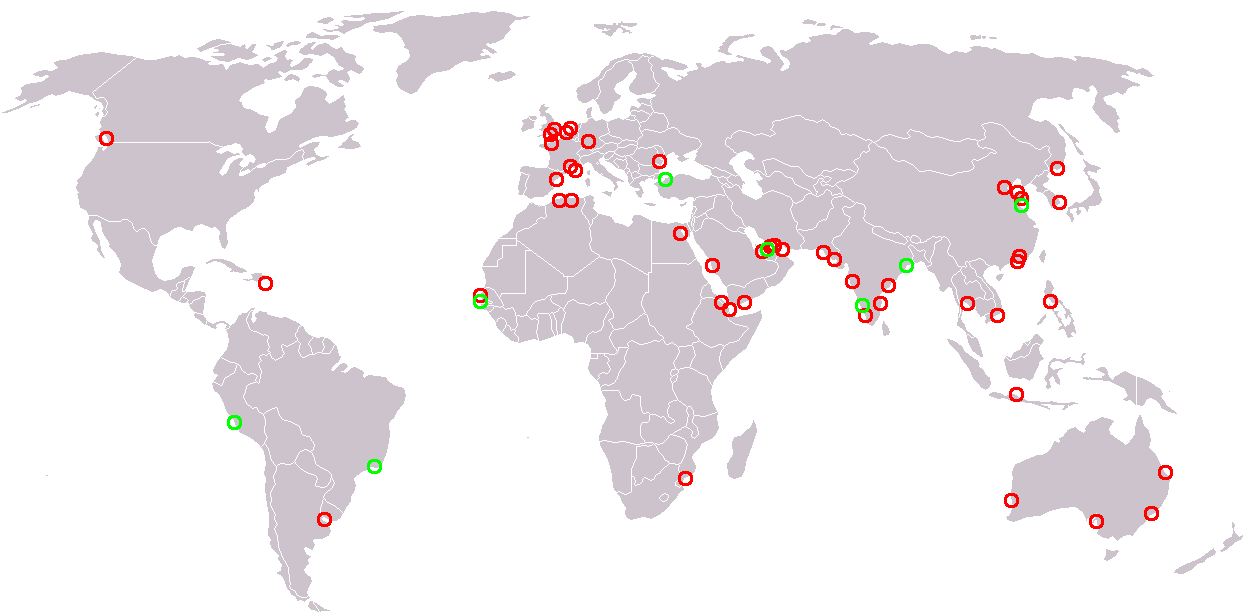
Термінали DP World

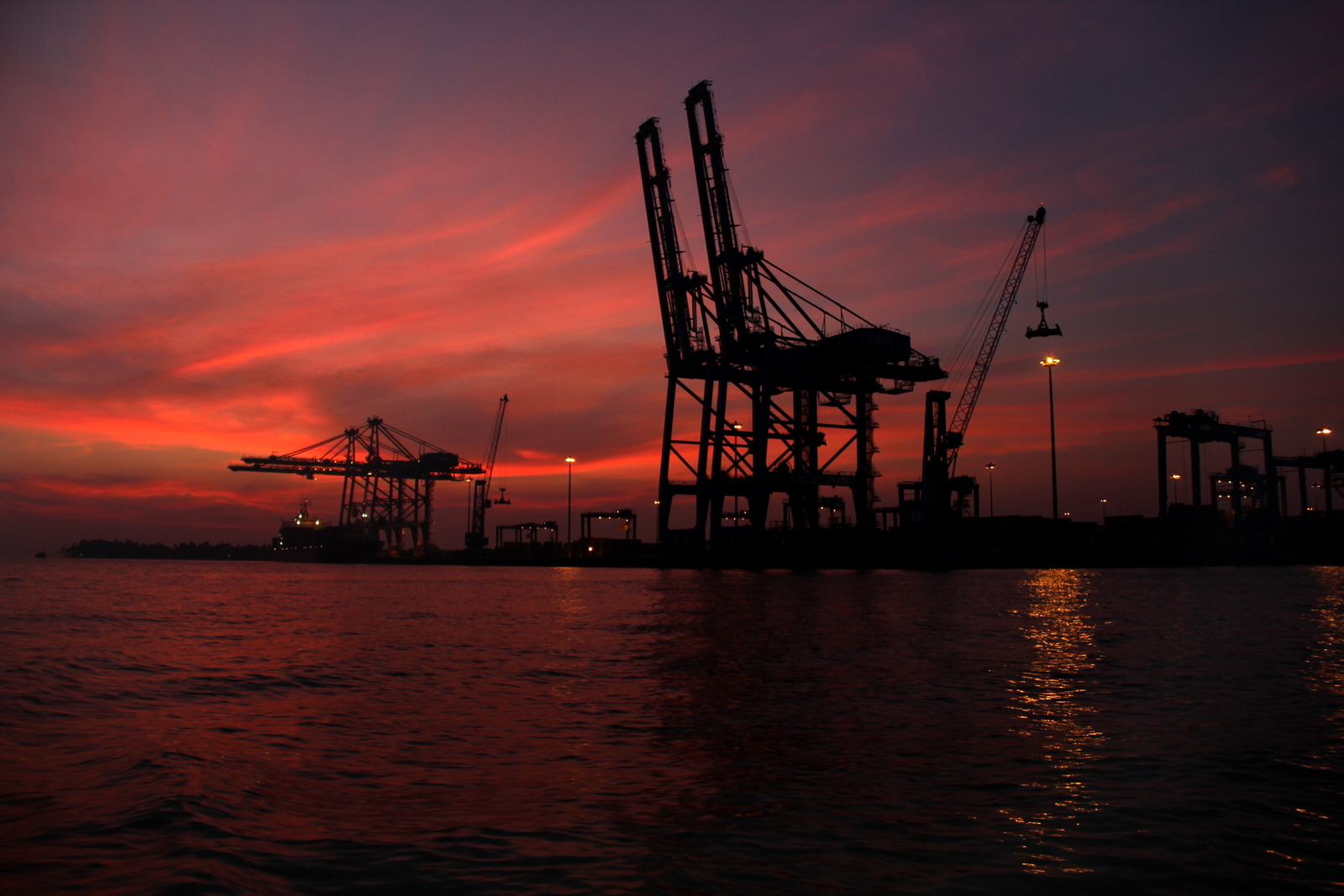
DP World Cochin International Container Transshipment Terminal (ICTT), Коччи, Індія

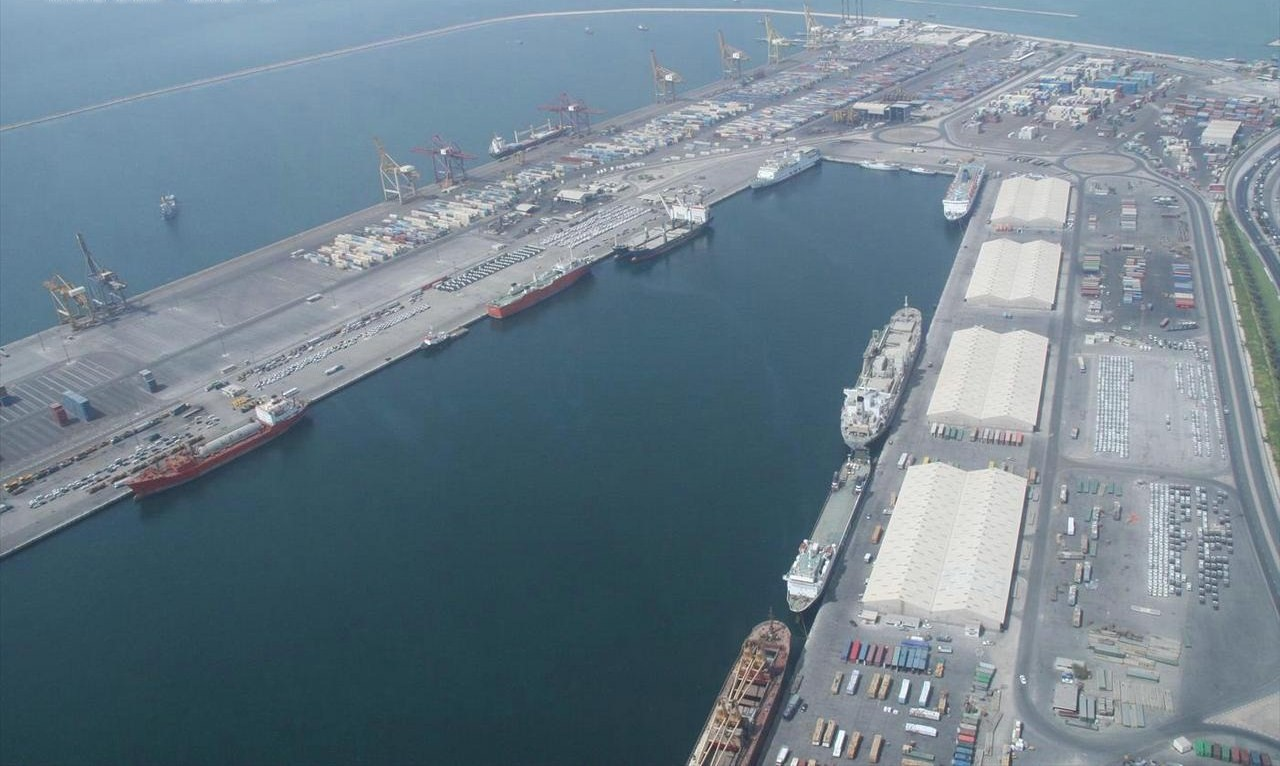
Порт Рашид, Дубай.

DP World обслуговує всі без винятку контейнерні лінії на 78 терміналах в 51 країні по всьому світу

### Діючі термінали
- Terminal a Conteneur в порту Дакар (Сенегал). Будівництво розпочато в 2007, закінчено в 2012. Потужність терміналу становить 600 тис. TEU на рік. На даний момент це самий потужний і сучасний контейнерний термінал в Західній Африці.
- Jebel Ali Port (Дубай)

- Контейнерний термінал потужністю 4 млн TEU на рік в дубайському порту Джебель Алі, до 2014 року.

## Список джерел
1. ↑  DP World стал третьим крупнейшим портовым оператором в мире [Архівовано 24 червня 2021 у Wayback Machine.] // Dubaiportal.ru, 20.09.2010
2. ↑  [Конъюнктура: Ружье на стене] // Ведомости, 6 ноября 2007
3. ↑  [Сделка под вопросом] // Эксперт, 28 сентября 2007
4. ↑  Одного з найбільших світових портових операторів DP World внесено до переліку міжнародних спонсорів війни. Архів оригіналу за 18 липня 2023. Процитовано 17 липня 2023.
5. 1 2  Чистая прибыль DP World сократилась на 32 % [Архівовано 27 червня 2021 у Wayback Machine.] // korabel.ru, 27.08.2009
6. 1 2  Финансовые показатели DP World // seanews.ru, 1 апреля 2010. Архів оригіналу за 24 вересня 2015. Процитовано 16 лютого 2013. [Архівовано 2015-09-24 у Wayback Machine.]
7. ↑  DP World продолжает развиваться [Архівовано 24 червня 2021 у Wayback Machine.] // transportweekly.com, 31.01.2013
8. ↑  Один из крупнейших мировых портовых операторов заходит в Украину. biz.nv.ua (рос.). Архів оригіналу за 24 березня 2022. Процитовано 16 червня 2021.
9. 1 2  Чистая прибыль DP World в 2011 году выросла на 82 % — до $683 млн [Архівовано 27 червня 2021 у Wayback Machine.]//ПортНьюс, 29.03.2012